# Tortopsis parishi
Tortopsis parishi is een haft uit de familie Polymitarcyidae. De wetenschappelijke naam van de soort is voor het eerst geldig gepubliceerd in 1918 door Banks.
De soort komt voor in het Neotropisch gebied.